# Callohesma tibialis
Callohesma tibialis là một loài Hymenoptera trong họ Colletidae. Loài này được Cardale mô tả khoa học năm 1993.